# Ponte Mezzotta
Ponte Mezzotta, nota anche come Ponte Mazzotta, è una frazione suddivisa dalla città metropolitana di Napoli e dalla provincia di Caserta in Campania. Appartiene ai comuni di Sant'Antimo (il quale ne amministra la maggior parte), Aversa e Giugliano in Campania. 

## Geografia fisica
La frazione di Ponte Mezzotta si trova al confine tra i due circondari di Napoli e Caserta. In particolare a nord-ovest del comune di Sant'Antimo, a nord-est del comune di Giugliano e a sud del comune di Aversa, nel cuore della Pianura campana. È caratterizzata da un paesaggio agricolo, ove sono presenti antiche masserie, tipiche costruzioni rurali.

## Storia
Storicamente conosciuto come Casale di Friano, nome che, forse, fu dato come accostamento al casale di Frignano, o per l'appartenenza della famiglia romana dei Freano, che si estinse tra il XIII e XVI secolo. Fu successivamente ribattezzato come Mezzotta, nome che derivò dall’espressione mezz'otto utilizzato per indicare la localizzazione nel mezzo della Strada Regia, poi ridenominata via Appia ex SS 7 bis. Nelle vicinanze è presente la chiesa di Friano, storicamente nota come chiesa di San Lorenzo e della Madonna delle Grazie.
Al giorno d'oggi Ponte Mezzotta è un luogo caratterizzato da numerosi locali di attività commerciali, è inoltre presenziato da alcune discoteche che caratterizzano la movida dell'agro aversano.